# Rödingtjärnen, Ångermanland
Rödingtjärnen är en sjö i Bjurholms kommun i Ångermanland och ingår i Gideälvens huvudavrinningsområde.